# Sven Wingquist
Sven Wingquist (n. 1876 – d. 1953) a fost un inventator și om de afaceri suedez. A creat, în 1907, întreprinderea SKF (Svenska Kullagerfabriken), care a ajuns printre cei mai mari producători de rulmenți din lume.
1. 1 2 3 4  18761210-501 Wingqvist, Sven Gustaf, Sveriges dödbok[*]
2. ↑  Museum of Modern Art online collection, accesat în 4 decembrie 2019
3. ↑  Konstnärslistan (Nationalmuseum)[*], 12 februarie 2016 Verificați valoarea |titlelink= (ajutor)